# Victor Eisenmenger
 (août 2023).
Si vous disposez d'ouvrages ou d'articles de référence ou si vous connaissez des sites web de qualité traitant du thème abordé ici, merci de compléter l'article en donnant les références utiles à sa vérifiabilité et en les liant à la section « Notes et références ».
Victor Eisenmenger, né le 29 janvier 1864 et mort le 11 décembre 1932, est un médecin et chercheur autrichien. Il a décrit en 1897 le syndrome qui porte son nom. Fils du portraitiste et professeur August Eisenmenger, il fréquente l'Université de Vienne et devient le médecin personnel de l'archiduc François - Ferdinand.

## Biographie

### Début de sa vie
Eisenmenger est né à Vienne en 1864, fils du portraitiste August Eisenmenger et de sa femme Emma.  August Eisenmenger est devenu connu pour son travail sur les panneaux de plafond au Musikverein de Vienne , et il a été professeur à l'Académie des Beaux-Arts de Vienne, où ses étudiants comprenaient Rudolf Ernst. Victor Eisenmenger avait deux frères, un ingénieur bien connu nommé Hugo et un fonctionnaire des finances nommé Ewald.
Eisenmenger aimait l'art et les sciences naturelles, mais, comme il le dit, "une carrière artistique et une étude des sciences naturelles m'ont été toutes deux refusées, la première parce que mon talent n'était pas suffisamment prononcé, la seconde parce que j'étais obligé de gagner ma vie dès que possible. J'ai donc décidé d'étudier la médecine. Il espérait qu'une carrière médicale satisferait sa curiosité pour la science et lui permettrait également d'enseigner aux autres. Il est diplômé de la faculté de médecine de l'Université de Vienne en 1889.

### Carrière médicale

#### Début de carrière
Après avoir commencé sa carrière en tant que chirurgien assistant non rémunéré dans une clinique viennoise, Eisenmenger obtint un poste à la clinique de laryngologie de Leopold von Schrötter en 1894. L'année suivante, Eisenmenger souffrait d'une mauvaise santé. Von Schrötter, qui était devenu une sorte de figure paternelle pour Eisenmenger, s'est arrangé pour qu'il devienne le médecin personnel de l'archiduc François-Ferdinand, qui venait d'être diagnostiqué avec la tuberculose. von Schrötter pensait qu'un tel poste serait moins éprouvant physiquement pour Eisenmenger que d'autres postes en médecine.

### Service à l'archiduc François-Ferdinand
Eisenmenger était le médecin personnel de l'archiduc ainsi que de Charles Ier d'Autriche. Il a travaillé pour l'archiduc d'environ 1895 jusqu'à l'assassinat de Ferdinand en juin 1914. "Vous et le valet êtes mes seuls amis", a dit Ferdinand à Eisenmenger.
Eisenmenger a écrit Erzherzog Franz Ferdinand ( archiduc Franz Ferdinand ), un mémoire de 200 pages publié par Amalthea Verlag  [ de ] sur son temps passé avec l'archiduc. Le livre était plutôt critique à l'égard de l'archiduc.  Même avant d'être publié, le travail a généré une certaine controverse parmi les médecins viennois parce qu'Eisenmenger a inclus des informations dont on pensait qu'elles violaient les normes de confidentialité médecin-patient.
Eisenmenger a épousé l'ancienne Anna Hoberg et ils ont eu deux filles, Anna et Hilde. La femme d'Eisenmenger était également liée à la royauté. Lorsque l'archiduchesse d'Autriche l'infante Marie-Thérèse du Portugal s'est arrangée pour vendre le collier de diamants Napoléon (d'une valeur de 450 000 $ US à l'époque) aux États-Unis, elle n'a reçu que quelques milliers de dollars en retour, elle a donc envoyé Anna Hoberg Eisenmenger aux États-Unis pour récupérer le collier. L'archiduc Léopold d'Autriche, prince de Toscane, a été emprisonné pour un grand vol dans cette affaire, mais il a été acquitté au procès.